# Canale di Aberdeen

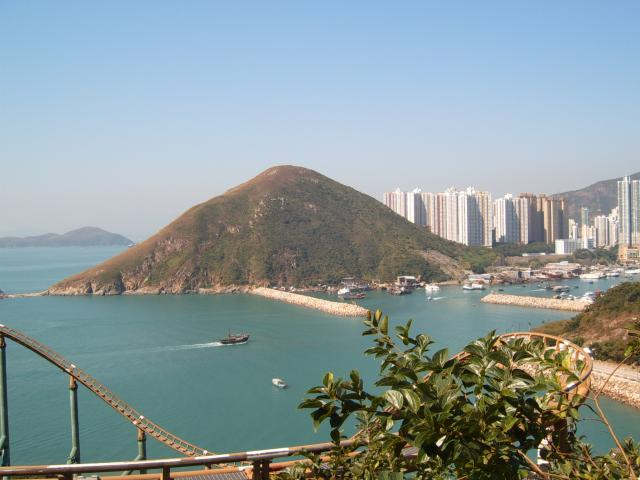
Il Canale di Aberdeen

Il canale di Aberdeen (cinese tradizionale: 香港仔海峽 Xiānggǎng zǐ hǎixiá che significa "Canale di Hong Kong", in inglese Aberdeen Canal) è un canale situato tra Ap Lei Chau e Nam Long Shan, sull'Isola di Hong Kong ad Hong Kong.  Con due baie, Po Chong Wan e Tai Shue Wan, la porzione principale del canale è trasformata in riparo contro i tifoni di Aberdeen Sud (Aberdeen South Typhoon Shelter).